# Tríptic de l'enterrament de Crist
L'enterrament de Crist o Tríptic de Seilern és una de les obres destacades de Robert Campin, conegut com el Mestre de Flémalle. El tríptic està plantejat com un únic paisatge on succeeixen simultàniament tres estacions del cicle de la passió separades en el temps: el davallament al panell de l'esquerra, l'enterrament com a tema central i la resurrecció al panell dret.
Al panell central, l'autor aprofita per a incorporar iconogràficament els instruments de la Passió i la crucifixió de Crist, una estació anterior dins del Via Crucis. En aquest mateix panell l'autor inclou també un nombre considerable de personatges; ho fa amb una riquesa cromàtica que ajuda a estructurar els diferents plans i aconseguir un cert ordre dins la densitat d'imatges, una característica que inspiraria al seu deixeble Van der Weyden com s'observa a la seva obra, El davallament de la Creu.
Tot i ser una obra primerenca, Campin va crear una composició que esdevindria un referent entre els seus contemporanis, com queda reflectit en altres obres de la mateixa temàtica.

## Dades de context

### L'autor
Robert Campin (Tournai, 1375 - 1444) fou un pintor i escultor flamenc del gòtic; és considerat, junt amb els germans Van Eyck, com el fundador de l'escola flamenca del prerenaixement, moviment conegut amb el nom de primitius flamencs.
Campin —també conegut com el Mestre de Flémalle—, en comptes de pintar amb tremp d'ou va experimentar amb la innovadora pintura a l'oli, per aconseguir així la brillantor en el color típica d'aquest període. Va abandonar les formes estilitzades de la pintura gòtica internacional incorporant-hi un realisme que va tenir una gran influència en els artistes de la generació següent, una de les més importants de la pintura flamenca.
Del seu taller en varen sortir mestres com Rogier van der Weyden i Jacques Daret.

### Relació de l'obra amb la seva època històrica
L'obra va ser pintada a Flandes durant el segle xv. En aquesta època, la societat era avançada, amb una economia basada en els productes tèxtils de luxe i en el comerç, tot això afavorit per l'excel·lent situació estratègica de la regió: per allà hi passaven les grans rutes comercials terrestres que anaven des d'Itàlia i França cap a l'Atlàntic Nord —Anglaterra i països nòrdics— i les rutes marítimes que anaven del mar del Nord al Cantàbric. A la burgesia flamenca li agradava el luxe i l'art, d'acord amb el desenvolupament dels seus interessos econòmics i intel·lectuals. Aquestes obres anaven destinades al propi gaudi; és a dir, per tenir-les i lluir-les a casa o bé a les seves capelles privades, dins el que s'anomena la «pintura de devoció». Per aquest motiu es considerava que la pintura era una tècnica ideal, manejable, barata i adequada per a reflectir els gustos burgesos.

### L'estil
L'obra està realitzada dins l'estil dels primitius flamencs. L'escola flamenca de pintura va ser una de les més importants del món, des dels seus inicis al segle xv fins al segle xviii. Per distingir aquest període primerenc del segle xv es fa servir la denominació d'«Escola dels Primitius Flamencs». Aquesta escola acostumava a pintar quadres de temàtica religiosa, que tractaven com a escenes costumistes, encara que també van desenvolupar el retrat i el paisatge. Utilitzaven la tècnica a l'oli i el seu estil es caracteritzava per la minuciositat, el detall en la reproducció d'objectes, el naturalisme i l'amor al paisatge. Entre els artistes més importants d'aquesta escola destaquen Robert Campin —autor d'aquesta obra—, Jan van Eyck, Roger van der Weyden —deixeble de Campin— i Petrus Christus. A Catalunya cal citar la influència d'aquest estil en Lluís Dalmau, autor de la Mare de Déu dels Consellers després d'haver treballat al taller de Jan van Eyck.
Vasari va atribuir a Jan van Eyck el descobriment de la tècnica de la pintura a l'oli que Robert Campin va fer servir en aquesta obra, tot i que posteriorment va quedar demostrat que no va ser així, ja que l'ús de l'oli com a vehicle dels pigments ja es feia servir en obres pictòriques del segle xiii. El que sí que és destacable és el fet que Van Eyck transformés aquesta tècnica en un procediment d'una gran perfecció, emprant l'oli de llinosa amb altres dissolvents i vernissos que, aplicat en veladures, aconseguia l'assecament de les capes i facilitava les correccions.

### Tema
El tema central de l'enterrament de Crist està referit a la darrera estació del Via Crucis. Després que Jesús fos crucificat, el seu cos va ser davallat de la creu i els seus amics i familiars van plorar sobre el seu cos; per aquest motiu, aquest pas també es coneix amb altres denominacions com la Lamentació sobre Crist o Lamentació de la Mare de Déu, segons el tractament historiogràfic al llarg del temps.
Els quatre cànons bíblics manifesten que, el mateix vespre després de la Crucifixió, Josep d'Arimatea va demanar a Ponç Pilat el cos de Jesús. Després que aquest accedís a la seva petició, Josep va fer baixar Crist de la creu, embolicant-lo en roba de fil i dipositant-lo en una tomba que s'havia fet construir. Joan descriu que sant Nicodem va ajudar Josep a l'enterrament, i que portava una barreja de mirra i àloes que varen estendre al llenç d'enterrament segons els costums jueus. A Mateu 27:66 s'esmenta que «varen assegurar la tomba segellant-la amb una pedra i apostant-hi un guarda».
A l'enterrament hi varen ser presents el mateix Josep d'Arimatea, Nicodem, Maria Magdalena i, segons l'evangeli de Mateu, també Maria Salomé.
Aquest tema és molt comú a l'art cristià des de l'alta edat mitjana fins al barroc.

## Història
L'obra va pertànyer a la col·lecció del comte Antoine Seilern de Londres i el 1942 va ser subhastada a Christie's; el 1978 va ser llegada a Courtauld Institute Galleries, on es pot contemplar actualment.
Les anàlisis fetes a la fusta i la capa de preparació de les taules mostren que, tot i que el material és fusta de roure bàltic, material habitualment utilitzat pels pintors del nord, en el tríptic hi ha afegida alguna fusta d'àlber amb recobriment de guix —sulfat de calci—, un tipus de material habitualment utilitzat a Itàlia. Es pot deduir, per tant, que en algun període va estar o va ser restaurat a Itàlia.

## Anàlisi de l'obra
Es tracta d'una obra d'un estil molt inicial de Campin pintada sobre un fons daurat a l'estil de Broederlam però amb un espai pictòric molt més definit; la diferència de mida entre els personatges del front i els del segon pla denoten un incipient tractament de la perspectiva. Les figures adopten unes postures que transmeten els seus sentiments i estat anímic. El poder d'observació de l'autor recull detalls insòlits fins al moment com l'àngel que s'eixuga les llàgrimes amb el dors de la mà. Es detecta una lleu influència del miniaturista Jacquemart d'Hesdin en la composició dels paisatges, si bé les imatges de Josep d'Arimatea i sant Nicodem evoquen les de Sant Simeó i Sant Josep a La Presentació de Melchior Broederlam.
La part posterior dels panells laterals no està pintada, per la qual cosa cal interpretar que el tríptic es va fer per a estar ubicat contra un mur. En aquesta zona s'acostumen a trobar elements que permeten datar-lo i conèixer la seva història; en el cas del tríptic de Seilern no hi ha referències a la seva creació, tot i que hi ha un parell d'inscripcions del segle xix amb noms napolitans que poden suggerir que en algun moment de la seva història va estar a la regió del sud d'Itàlia.

### Influències
Dins de la pintura flamenca que es va començar a desenvolupar a començaments del segle xv, les obres de Campin, en tant que iniciador d'aquesta escola, van ser font d'inspiració i referència per a molts pintors. Destaca especialment la influència sobre el seu deixeble Rogier van der Weyden i més directament al seu Davallament de la Creu. A l'obra, Van der Weyden va fer aparèixer més personatges que els recollits als evangelis; Maria de Clopas porta una lligadura sobre el cap com el de la Verònica i s'eixuga les llàgrimes amb força expressivitat, com en aquesta obra ho fa l'àngel vestit de blanc; la Mare de Déu i Joan Evangelista porten vestimentes del mateix color, tot i que canvia el color de la peça que porta al cap.
Dirk Bouts al seu Enterrament de Crist (1450) i Quentin Matsys a la seva obra del mateix nom (1511) també van incorporar elements com el color de les robes de Maria i Joan i la presència de les tres Maries.
El davallament de la Creu del mateix Campin, del qual només resta el panell dret amb el lladre i que es coneix com era gràcies a la còpia de la Walker Art Gallery de Liverpool, tenia clares referències a aquesta obra.
- Davallament de la Creu, Rogier van der Weyden. Museu del Prado, Madrid
- Enterrament de Crist, Dieric Bouts. National Gallery de Londres
- Enterrament de Crist, Quentin Massys. Reial Museu de Belles Arts d'Anvers

## Descripció de l'obra

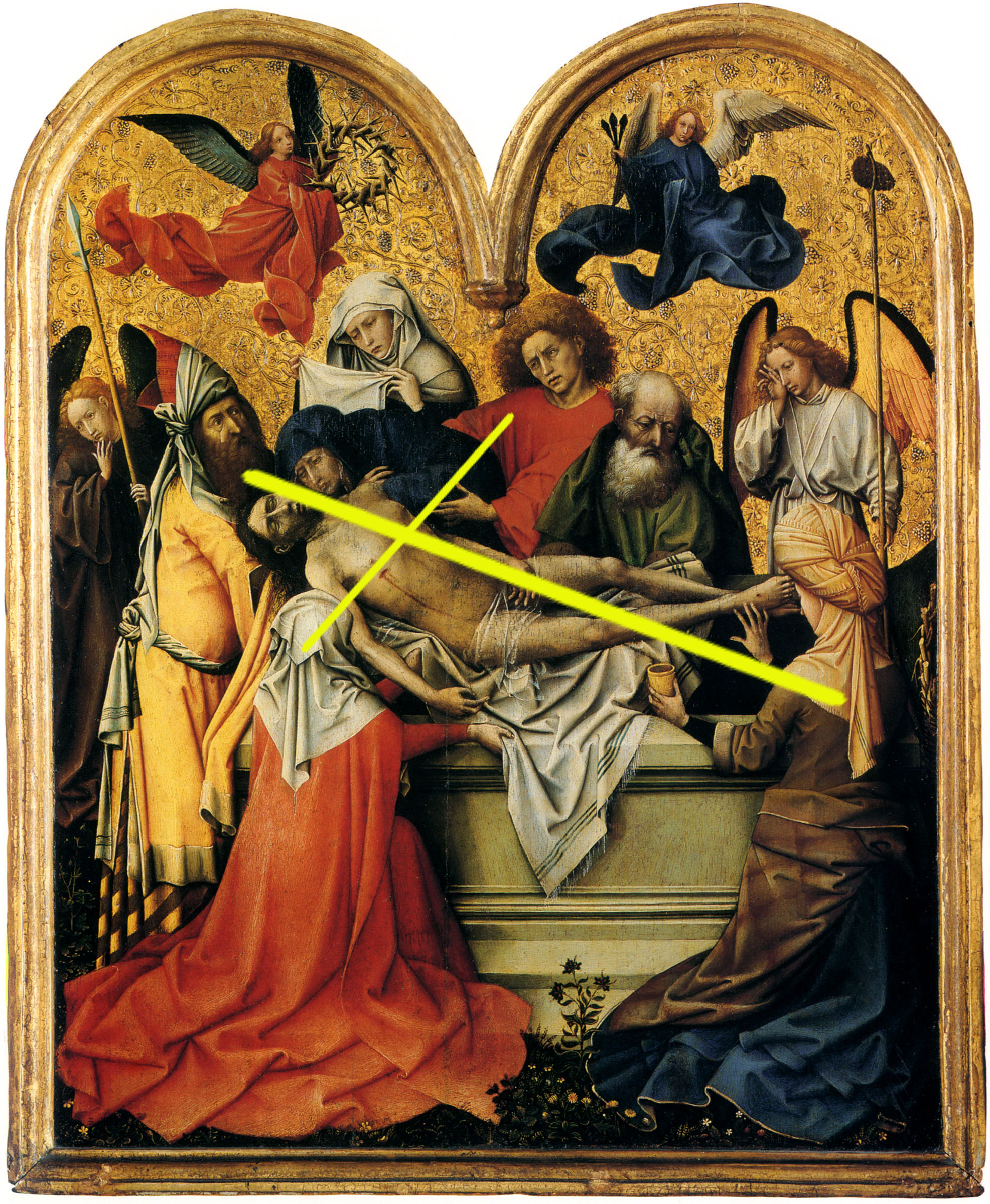
Línies de composició

Com a les altres obres primigènies de Robert Campin, l'obra conté força personatges i objectes com si el pintor patís horror vacui. L'autor compensa aquesta densitat amb elements d'equilibri: el turbant groc de Maria Magdalena als peus de Jesús s'emparella amb el de Josep d'Arimatea que subjecta el seu cap, seguint una línia que recorre el cos de Crist, mentre el mantell vermell de Joan i el de la Maria que hi ha agenollada avall a l'esquerra estan formant una altra línia que, amb l'anterior, configuren una creu sobre el cos de Crist. Els vestits de les dues Maries que hi ha al front són amples i pesats, donant un contrapès al conjunt de figures del darrere. Aconsegueix un efecte visual de simetria entre tots tres panells mitjançant el color vermell de la peça de roba que el comitent porta sobre les espatlles i les capes de sant Joan, al panell central, i de Crist ressuscitat a la dreta. Un altre element que entrellaça els tres panells és una tanca que serpenteja entre les figures i amb la qual l'autor cerca un element de continuïtat entre els panells que tracten temes separats en el temps i que aquí ens els mostra simultàniament en una mateixa pintura. Amb tot, la falta d'horitzó al panell central, ocult pels personatges, crea un efecte de diferent escala entre la imatge central i les laterals.
En aquest cas, els subjectes no tenen, però, un simbolisme encobert tan important com al retaule de Mérode del mateix autor.
El programa iconogràfic global està associat amb la litúrgia de Setmana Santa, recollint tres estacions del cicle de la passió: el davallament al panell de l'esquerra, l'enterrament com a tema central i la resurrecció al panell dret.
Campin fa un reconeixement iconogràfic de la cerimònia litúrgica del depositio en la qual l'hòstia eucarística es guardava en un receptacle, gest que simbolitza la mort i enterrament de Crist. A l'elevatio es representava la resurrecció de Crist. Aquestes dues cerimònies formaven part de la litúrgia de la missa del Dijous i Dissabte Sants a Occident a finals del segle x. Apareixien recollides a la Concordia regularis del benedictí anglès Sant Ethelwold de Winchester, i es varen implantar a partir del 975.

### Panells laterals
El panell esquerre presenta el comitent pregant davant de la creu buida després d'haver-se produït un davallament que només s'insinua, ja que encara resten els dos lladres a les creus. Porta sobre les espatlles una peça de roba de color vermell que l'enllaça amb la figura triomfant de Crist ressuscitat al panell dret.

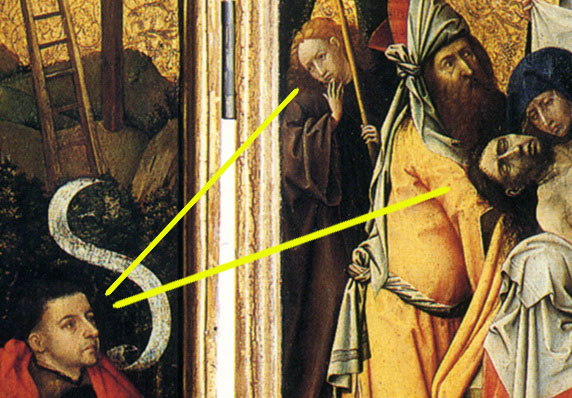
Connexió entre el comitent i l'escena principal

La pregària del comitent connecta amb l'escena central mitjançant l'àngel que porta una llança i està darrere de Josep d'Arimatea, i acosta la seva mà als seus llavis mentre observa amb una mirada trista el donant. Igual que al Tríptic de Mérode del mateix autor, el comitent accedeix directament a l'escena sagrada sense la intermediació de cap sant, tal com es pot veure a moltes obres del contemporani Van Eyck. La falta d'un sant intercessor està d'acord amb la recreació directa de Campin sobre el desenvolupament de l'esdeveniment. Tant el comitent com l'espectador veuen l'escena de forma immediata, tal com s'ha pintat. La presència d'un sant aniria en detriment de la recreació de l'escena, fent el seu aspecte simbòlic massa pronunciat. Amb tot, a partir de 1430, Campin va seguir l'estil de Van Eyck incorporant un sant intermediari, com en el tríptic Werl al Museu del Prado, on intervé Sant Joan Baptista. Tot i que el comitent segur que va triar l'escena, el seu desig personal no està representat a l'escena; per a Campin, ell és un participant passiu sense esquema iconogràfic.
Al panell dret es produeix un canvi de registre passant del dolor de la Passió a la visió triomfant de Crist en la resurrecció. La figura central és Jesús que porta el símbol de la Santa Creu i de la Resurrecció i fa un senyal de benedicció. Acaba de sortir de la tomba després que fos oberta per l'àngel enviat per Déu i que està situat al seu darrere, amb una mida clarament inferior per a aconseguir un efecte de profunditat. A la part inferior de l'escena es veuen els dos soldats que havien estat enviats per Pilat per a protegir el sepulcre i evitar que el cos fos robat (Mateu 27:66). Els soldats vesteixen amb una roba molt acolorida i porten barrets d'estil oriental; estant caiguts a terra amb cara d'espant, un d'ells ha perdut un dels seus escarpins. A l'escena apareix un quart personatge que porta unes fletxes dins la seva mà enguantada.

### Panell central

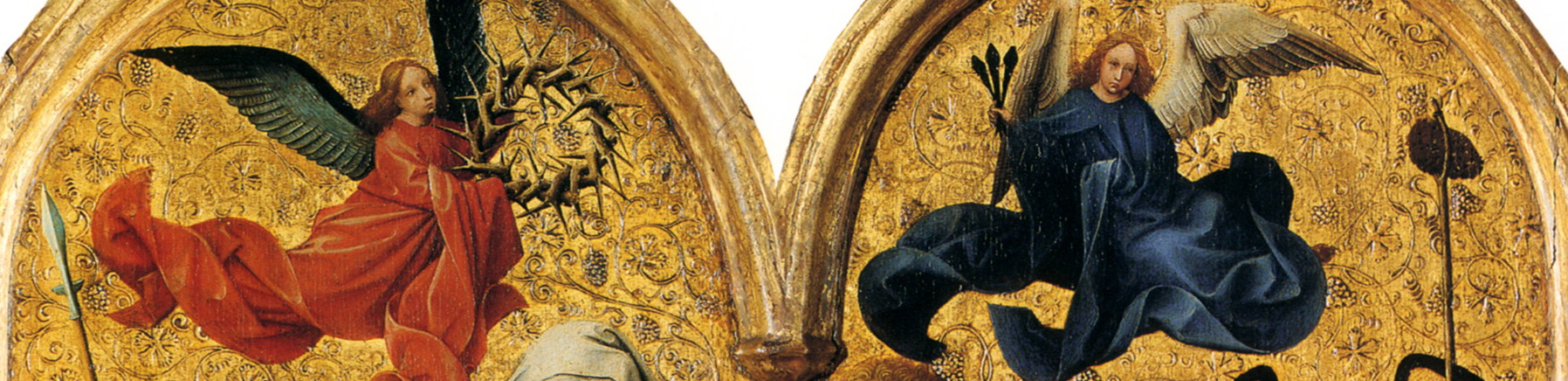
Instruments de la Passió: llança, corona d'espines, claus i esponja amb vinagre

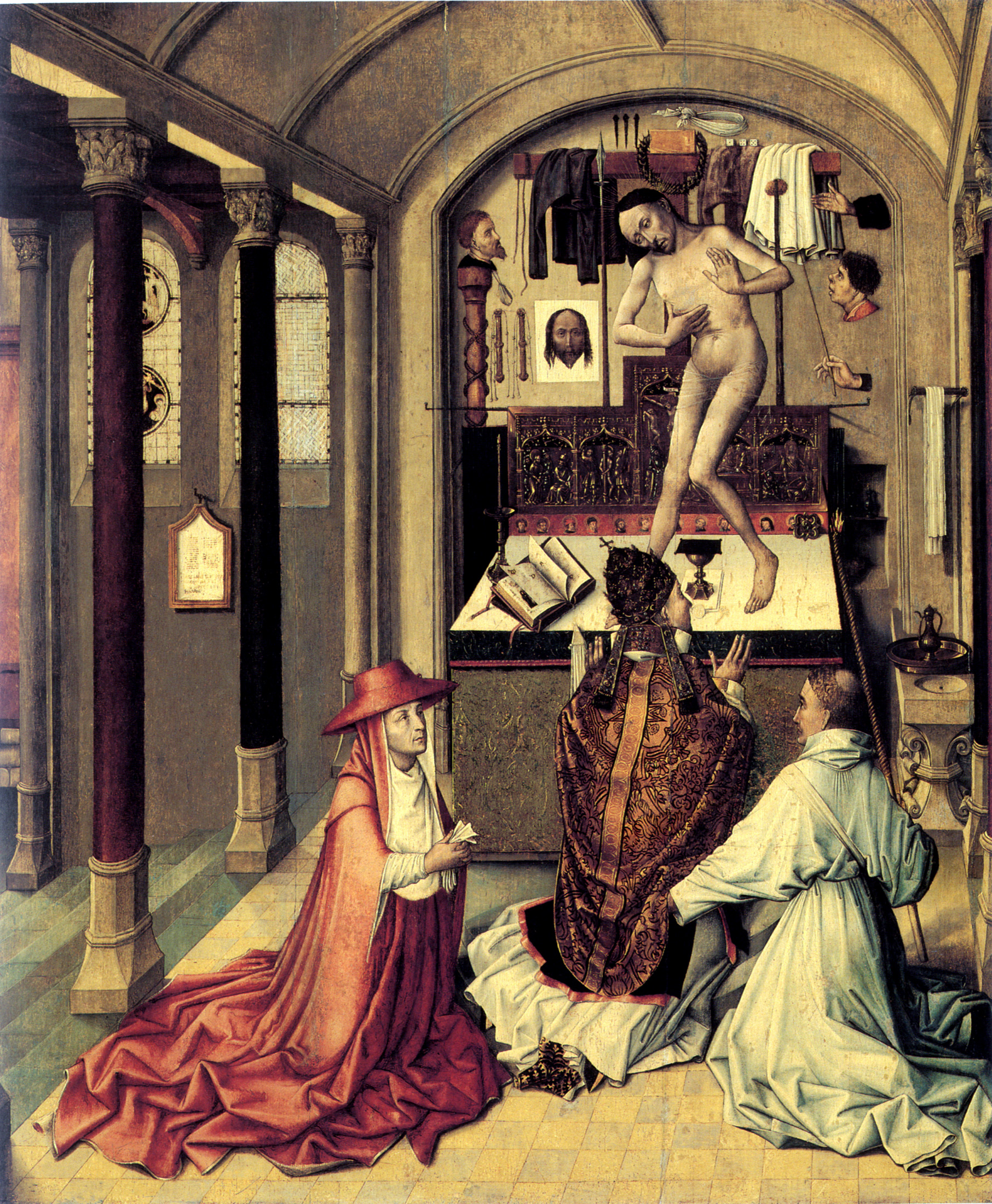
Missa de Sant Gregori de Campin

El panell central representa l'enterrament de Crist com a síntesi del cicle de la passió: sant Joan Evangelista, en qui es recolza la Mare de Déu, remet a la lamentació; Maria Magdalena frega amb oli els peus de Crist en un recordatori de la unció, la dona que sosté el vel amb el rostre de Crist és santa Verònica, i la seva presència fa al·lusió al Calvari; finalment, els àngels que porten els instruments de la Passió, corona d'espines, claus, llança i esponja avinagrada, representen la crucifixió. Com a teló de fons, sobre el daurat es perfila un dibuix floral a manera de trama basat en vinyes i raïms, símbols de Crist. La Verònica, els àngels, la Mare de Déu i sant Joan són figures extres que no formen part de la narració històrica de l'enterrament; Campin les va afegir per a presentar subtilment una síntesi de la Passió. Campin, de fet, concentrà els personatges del passatge del davallament de la Creu i el de l'enterrament de Crist a la taula central.
L'autor també va voler representar iconogràficament la missa com a sacrifici i presència real de Crist a l'Eucaristia, un dogma que estava força qüestionat a l'època. El simbolisme del depositio dins la missa en relació amb l'enterrament el va reforçar amb aquesta obra i amb la presència de l'àngel que hi ha a la dreta i que porta les vestimentes litúrgiques del sacerdot: amit, alba i estola. De fet, el panell central vol representar que el sacrifici de Crist a la creu es repeteix cada cop a la missa, i que el sacrifici de la crucifixió ja ha passat i per això la creu apareix buida al panell esquerre. La imatge de l'àngel amb vestits litúrgics va ser àmpliament representada al final del gòtic a la representació de la missa de Sant Gregori.
El papa sant Gregori va tenir un fet miraculós durant una de les seves misses quan un feligrès va posar en dubte la presència real de Crist dins l'hòstia; en aquell moment va aparèixer Crist sobre l'altar mostrant les seves ferides i els atributs de la Passió. Aquesta llegenda es va difondre de forma important el segle xiii, quan el papa Urbà IV instaurà la festivitat del Corpus Christi sancionant tot un seguit de successos miraculosos relatius a la presència física de Crist a l'Eucaristia, com el cas de sant Gregori, i que va ser un dels temes recollits pels pintors del nord als segles xv i xvi, entre ells el mateix Campin.
En primer pla a l'esquerra es troba una de les tres Maries, agenollada davant el sarcòfag, subjectant la mortalla i vista d'esquena. Porta un mantell vermell i la seva figura és força ampla, esdevenint un personatge que capta l'atenció de l'espectador tot i no mostrar el seu rostre. La seva imatge dona més força a la banda esquerra del panell central enllaçant amb la figura del donant que guanya presència per sobre dels continguts temàtics dels panells laterals.
Campin havia estudiat l'obra escultòrica de Claus Sluter i especialment el seu enterrament de la cartoixa de Champmol, que seria font de referència per a bona part dels «enterraments» realitzats després de 1408 a la zona d'influència de Borgonya. De l'estudi d'aquesta i altres obres del segle xii i xiii en deriva bona part de l'estil que imprimeix al seu tríptic.